# Carlos Rodríguez
Carlos Rodríguez Cano (* 2. února 2001) je španělský profesionální silniční cyklista jezdící za UCI WorldTeam Ineos Grenadiers.

## Hlavní výsledky
2018
Národní šampionát
 vítěz časovky juniorů
Bizkaiko Itzulia
 celkový vítěz
vítěz etap 3 a 4
Vuelta a Besaya
2. místo celkově
vítěz 2. etapy
Mistrovství Evropy
 3. místo silniční závod juniorů
Tour de Gironde
4. místo celkově
 vítěz bodovací soutěže
 vítěz soutěže mladých jezdců
vítěz 1. etapy (TTT)
Trophée Centre Morbihan
5. místo celkově
vítěz etapy 2b
6. místo Paříž–Roubaix Juniors
2019
Národní šampionát
 vítěz časovky juniorů
Vuelta Ribera del Duero
 celkový vítěz
vítěz etap 2 a 3
Vuelta a Besaya
 celkový vítěz
vítěz 3. etapy
Bizkaiko Itzulia
 celkový vítěz
vítěz 4. etapy
Tour de Gironde
 celkový vítěz
 vítěz bodovací soutěže
vítěz Gipuzkoa Klasika
Volta a Valencia
2. místo celkově
vítěz 3. etapy
Trophée Centre Morbihan
6. místo celkově
2021
Tour de l'Avenir
2. místo celkově
 vítěz vrchařské soutěže
 vítěz soutěže mladých jezdců
vítěz 9. etapy
Národní šampionát
3. místo časovka
Vuelta a Andalucía
4. místo celkově
7. místo GP Industria & Artigianato di Larciano
Tour of Britain
10. místo celkově
vítěz 3. etapy (TTT)
2022
Národní šampionát
 vítěz silničního závodu
4. místo časovka
Kolem Baskicka
vítěz 5. etapy
Route d'Occitanie
2. místo celkově
 vítěz soutěže mladých jezdců
Volta a la Comunitat Valenciana
3. místo celkově
Vuelta a Burgos
4. místo celkově
 vítěz soutěže mladých jezdců
Vuelta a Andalucía
4. místo celkově
5. místo Il Lombardia
5. místo Clásica de San Sebastián
5. místo Trofeo Laigueglia
Vuelta a España
7. místo celkově
2023
Vuelta a Andalucía
4. místo celkově
Tour de France
5. místo celkově
vítěz 14. etapy
7. místo Il Lombardia
Critérium du Dauphiné
9. místo celkově
 vítěz soutěže mladých jezdců
9. místo Tre Valli Varesine
Tour of Britain
10. místo celkově
vítěz 8. etapy
Volta a la Comunitat Valenciana
10. místo celkově
2024
Tour de Romandie
 celkový vítěz
 vítěz soutěže mladých jezdců
Kolem Baskicka
2. místo celkově
Critérium du Dauphiné
4. místo celkově
vítěz 8. etapy
Tour de France
7. místo celkově
Vuelta a España
lídr  po etapách 11–14 a 16–18
celkově 10. místo

### Výsledky na etapových závodech
| Výsledky na Grand Tours        |      |      |      |      |      |
| Grand Tour                     | 2021 | 2022 | 2023 | 2024 | 2025 |
| Giro d'Italia                  | —    | —    | —    | —    | —    |
| Tour de France                 | —    | —    | 5    | 7    |      |
| Vuelta a España                | —    | 7    | —    | 10   |      |
| Výsledky na etapových závodech |      |      |      |      |      |
| Závod                          | 2021 | 2022 | 2023 | 2024 | 2025 |
| Paříž–Nice                     | —    | —    | —    | 28   | —    |
| Tirreno–Adriatico              | —    | —    | —    | —    | —    |
| Volta a Catalunya              | —    | 15   | —    | —    | —    |
| Kolem Baskicka                 | —    | 26   | —    | 2    | —    |
| Tour de Romandie               | —    | —    | —    | 1    | 6    |
| Critérium du Dauphiné          | 33   | —    | 9    | 4    |      |
| Tour de Suisse                 | —    | —    | —    | —    |      |

| —   | Nezúčastnil se |
| DNF | Nedokončil     |